# Georges Brisson
Pour les articles homonymes, voir Brisson.
Georges Brisson, né le 15 mars 1902 à Nantes et mort le 3 octobre 1980 à Pont-Saint-Martin, est un peintre, graveur et céramiste français.

## Biographie
Fils de Victor Joseph Clair Brisson, industriel nantais, propriétaire d'une fonderie de plomb, et de Lucie Françoise Lemer, Georges Brisson fait ses études au Petit-Lycée puis au lycée Clemenceau de Nantes, puis entre en 1919 à l'école régionale des beaux-arts de Nantes qu'il quitte en 1922. Il échoue au concours d'entrée aux Beaux-Arts de Paris. Il entre alors dans une faïencerie avant d'effectuer en 1924 un premier voyage aux Canaries, en compagnie de l'écrivain Bernard Roy (1888-1953) et de son illustrateur, le peintre Jean Maxence (1901-1962).
Au début des années 1920 et jusqu'en 1930, il travaille pour la Manufacture de la Grande Maison de la Hubaudière, dite « H.B », à Quimper, notamment en compagnie du sculpteur René Quillivic et des peintres Alphonse Chanteau (1874-1958) et Louis Garin (1888-1959), ceci pendant la pleine productivité de la marque Odetta des Ateliers de l'Odet. Georges Brisson va apporter un souffle nouveau en modernisant ces petits personnages bretons nés au siècle précédent, dont il fait des marins, pêcheurs, et autres bigoudènes aux couleurs vives dans un style Art déco. Il réalise également pour cette faïencerie des publicités, catalogues et panneaux, ainsi que des modèles pour les grès Odetta de la manufacture.
En peinture, il se tourne vers l'abstraction en 1924 dont Souvenir d'Amazone est l'illustration, et en 1925 Ouagadougou. Il peint également des vases Boule, à deux anses en grès émaillé brun, ocre et crème à décor de matelots et de jeunes bigoudènes en 1935, et d'autres à décor de nautiles.
Il pratique également la gravure (Florilège, gravure au carborundum).
À la fin des années 1920, il éprouve une grande admiration pour l'œuvre de Pierre Roy (1880-1950) qui le fera renouer avec la peinture figurative. Sa rencontre avec Joan Miró au début de 1930 le conforte dans son choix pictural. Georges Brisson mène sa carrière à Nantes et participe aux expositions du Groupe régional indépendants de 1934 à 1954[réf. nécessaire].

## Œuvres dans les collections publiques
- Nantes, musée des Beaux-Arts :
  - Le Bain de lune, 1948, huile sur toile, 130,5 × 89,2 cm[7]
  - Souvenir d'Amazone, 1924, huile sur toile, 40 × 45 cm[8]
  - Composition surréaliste, vers 1950-1960, mine de plomb sur papier, 33 × 32 cm[9]
  - La Cavalière ; le jeu de l'aluette, vers 1950-1960, huile sur toile, 81 × 65 cm[10]
- Quimper, musée de la Faïence : 
  - Panneau d'une bigoudène avec un pot à lait[11] ;
  - Plat à décor polychrome[12] ;
  - Assiette au décor de broderie du pays bigouden, 1923, décor au pinceau[12] ;
  - Vase en grès polychrome, vase à goulot renflé avec personnages bretons, manufacture HB Quimper Odetta, 230-1065[réf. nécessaire].

## Expositions
- 1925 : Exposition internationale des Arts décoratifs et industriels modernes  de Paris, où il obtient deux médailles.
- 1931 : Exposition coloniale internationale du 6 mai au 15 novembre, Paris, porte Dorée, site de bois de Vincennes.
- 1966 : Nantes à Sarrebruck, Sarrebruck, musée de la Sarre.
- 1967 : Sept ans d'enrichissements, musée des Beaux-Arts de Nantes.
- 1970 : galerie Michel Columb.
- 1974 : galerie Arpège.
- 1978 : musée des beaux-arts de Nantes, Hommage à Georges Brisson.
- 1980 : Un an d'enrichissement, musée des Beaux-Arts de Nantes.
- janvier-février 1984 : 30 peintures du musée du musée des Beaux-Arts de Nantes 1880-1940 : des pompiers aux abstraits, musée des Beaux-Arts de Nantes.